# بیماری نادر
بیماری نادر (به انگلیسی: Rare disease) که گاه از آن به عنوان بیماری یتیم یا بیماری فقیر نیز یاد می‌شود، به هر بیماری اشاره دارد که درصد کمی از جمعیت را تحت تأثیر خود قرار دهد.
اغلب بیماری‌های نادر جزو اختلال‌های ژنتیکی محسوب می‌شوند، و حتی اگر علایم آن‌ها خیلی زود ظاهر نشود، در تمام دوران زندگی یک فرد، با او همراه خواهند بود. بسیاری از بیماری‌های نادر در اوایل زندگی مبتلایان، ظاهر می‌شوند و در حدود ۳۰ درصد از کودکان مبتلا به بیماری‌های نادر قبل از رسیدن به سن پنج سالگی خواهند مرد. بدون در نظر گرفتن بیماری‌های نادری که با چند نقص ژنتیکی همراه هستند و صرفاً با احتساب بیمارانی که تنها یک بیماری تشخیص داده شده دارند، کمبود آنزیم ریبوز-۵- فسفات ایزومراز، در حالِ حاضر، به‌عنوانِ نادرترین بیماری ژنتیکی [و به‌طورکلی نادرترین بیماری] شناخته می‌شود.
گفتنی است که هیچ ملاک قاطعی که مورد توافق عموم باشد برای نادر در نظر گرفتن یک بیماری وجود ندارد؛ یعنی ممکن است در یک بخش از جهان، یا نزدِ گروه خاصی از مردم، یک بیماری نادر در نظر گرفته شود امّا همان بیماری در نقطه‌ای دیگر و نزد مردمانی دیگر هنوز هم بیماری شایع محسوب شود.

## بیماری نادر
بیماری نادر به‌شماری از بیماری‌ها گفته می‌شود که دارای فراوانی کمتر از ۵ نفر در ده هزار نفر است. این شیوع کم باعث شده‌است که تشخیص این بیماری‌ها، به سختی امکان‌پذیر باشد. تاکنون بین پنج تا هشت هزار بیماری نادر در جهان شناسایی شده‌است. بیماری نادر به بیماری گفته می‌شود که شیوع آن بسیار کم است و دامنه‌ای بین ۱ به ۱۰۰۰ و ۱ به ۲۰۰۰۰۰ را دربرمی‌گیرد. درحال حاضر تخمین زده می‌شود که بین ۵۰۰۰ تا ۸۰۰۰ نوع بیماری نادر وجود دارد که به‌علت اینکه تعداد افرادی که به هریک از گونه‌های بیماری‌های نادر مبتلا می‌شوند بسیار کم هستند برای همین برای مثال مجموع تمام مبتلایان به بیماری‌های نادر در فرانسه برابر است با مبتلایان به بیماری سرطان.

بیشترین درصد بیماری‌های نادر (حدود ۸۰٪) ریشه ژنتیکی دارند. و به این ترتیب افراد مبتلا به بیماری‌های نادر معمولاً تا آخر عمر تحت تأثیر عوارض بیماری‌ها هستند. حتی اگر بعضی عوارض تنها در بعضی سطوح خاص پیشرفت بیماری بروز بکنند. و گاهی بیماری‌های نادر مادرزادی درصد مرگ و میر این دسته از بیماران را در سنین ۵ سالگی به ۳۰٪ درمیان تمام بیماران مبتلا به بیماری نادر رسانده‌است.
بیماری‌های نادر را به بیماری‌های یتیم نیز می‌شناسند و آن به این دلیل است که هیچ روش درمانی مؤثری وجود ندارد و تمام تجویزها و راه‌های درمانی بکارگرفته شده بیشتر در جهت کاستن علائم و عوارض بیماری‌های نادر است.

در تعریف بیماری‌های یتیم بیماری‌های شایع تری نیز قرار می‌گیرند که در واقع هیچ درمانی برای آن‌ها یافت نشده‌است. مانند بیماری زوال عقل یا آلزایمر. این گونه بیماری‌ها بدون اینکه بیماری نادر شناخته شوند جز بیماری‌های یتیم بحساب می‌آیند.
طبق تخمین بنیاد بیماری‌های نادر اروپا به جز ۸۰ درصد این بیماری‌ها که خاستگاه ژنتیکی دارد و بقیه آن‌ها نتیجه گونه‌ای از عفونت‌ها و حساسیت‌ها است.

## تعریف بیماری نادر
درواقع تعریف کامل و درستی برای بیماری نادر وجود ندارد. اما با این حال مقامات پزشکی در دنیا معمولاً بر شیوع اندک بیماری نادر برای تعریف آن تأکید می‌کنند اما بعضاً بر این تعریف موارد دیگری نیز مانند: سختی بیماری و مزمن بودن بیماری را نیز اضافه می‌کنند.
از طرفی بستگی به هر کشوری شیوع یک بیماری بر اساس اندازه‌گیری‌های منطقه‌ای صورت می‌گیرد و به این ترتیب بعضی بیماری‌ها در بعضی کشورها می‌توانند بیماری نادر محسوب شوند و در بعضی کشورهای دیگر بیماری نادر محسوب نشوند. یا حتی یک بیماری نادر می‌تواند در یک گروه خاصی از مردم یک منطقه بیماری شایعی باشد.
بستگی به سن نیز گاهی بیماری‌ها به عنوان بیماری نادر محسوب می‌شوند. برای مثال بیماری سرطان در کودکان بک بیماری نادر محسوب می‌شود درصورتی‌که در بزرگسالان اینچنین نیست.

## نادرترین بیمار
در بعضی موارد بسیار نادر بیماری تنها در یک بیمار در دنیا دیده می‌شود. موردی که می‌توان ازآن مثال زد اختلال در کارکرد ریبوز-۵-فسفات (به انگلیسی: ribose-5-phosphate)ایزومراز است که یک نوع بیماری متابولیکی است و تنها یکبار در سال ۱۹۸۴ یک بیمار با این بیماری به دنیا آمده‌است و می‌توان آن را نادرترین بیماری شناخته شده تاکنون در دنیا نامید.

### تعریف بیماری نادر در کشورها
- آمریکا: به بیماری نادر گفته می‌شود که جمعیت مبتلایان به آن بیماری کمتر از ۲۰۰۰۰۰ نفر در خاک آمریکا باشد که می‌شود چیزی کمتر از ۱ به ۱۵۰۰ نفر.[۶][۷]
- ژاپن: به بیماری نادر گفته می‌شود که جمعیت مبتلایان به آن بیماری کمتر از ۵۰۰۰۰ نفر در خاک ژاپن باشد که چیزی برابر ۱۱ به ۲۵۰۰ می‌شود…
- اتحادیه اروپا: به بیماری نادر گفته می‌شود که جمعیت مبتلایان به آن بیماری برابر ۱ به ۲۰۰۰ جمعیت کشور مربوطه باشد می‌شود.
- ایران: در ایران (مطابق تعریف علمی) بیماری نادر به آن بیماری گفته می‌شود که دارای فراوانی برابر ۱به ۱۰۰۰۰ نفر است.

## دسته‌بندی عوارض بیماری نادر
- حدود ۸۰۰۰ بیماری نادر شناخته شده‌اند که ۸۰٪ آن‌ها ریشه ژنتیک دارند.[۸]
- در دنیا هر هفته ۵ پاتولوژی تازه تشریح می‌شود که بین ۶ تا ۸ درصد جمعیت دنیا را دربرمی‌گیرد.
- ۶۵٪ بیماری‌های نادر بیماری‌های حاد هستند و ایجاد دشواری برای بیمار می‌کنند و به ترتیب زیر دسته‌بندی می‌شوند:

- دو نفر از سه نفر: شروع در اوایل زندگی
- یک نفر از پنج نفر: دردهای مزمن
- یک از دو: بروز اختلال حرکتی، حسی یا ذهنی که در یک مورد از سه مورد باعث کاهش استقلال فرد می‌گردد.
- یک از دو: افزایش تهدید حیات بیمار

## سنین مرگ و میر
درصد سن مرگ و میر در بین ۶۵٪بیماران مبتلا به بیماری نادر از نوع حاد معمولاً به صورت زیر دسته‌بندی می‌شوند:
- ۳۵٪ پیش از سن یک سالگی.
- ۱۰٪ بین سنین ۱ تا ۵ سالگی.
- ۱۲٪ بین سنین ۵ تا ۱۵ سالگی.

## روز بیماری نادر
برای نخستین بار در سال ۲۰۰۸ روز بیماری‌های نادر در اروپا و کانادا برای آخرین روز فوریه هرسال انتخاب شد.
در ایران تنها از سال ۲۰۱۰ این روز به عنوان روز بیماری‌های نادر شناخته شده‌است.

## بیماری نادر در ایران
گفته می‌شود که از مجموع ۸ هزار نوع بیماری نادر که در جهان شناسایی شده‌است، ۲۸۰نوع آن در ایران از شیوع بیشتری برخوردارند. با توجه به خصوصیات کلی و ویژگی‌های بومی این بیماری‌ها، بنیاد بیماری‌های نادر در ایران در سال ۱۳۸۷ پس از طی مراحل قانونی با هدف کمک‌رسانی به مبتلایان به این نوع بیماری‌ها، در ایران پایه‌گذاری شد که فعالیت‌های آن تا حال حاضر ادامه دارد.

## چند بیماری نادر
- سیرنگومیلی
- پیری زودرس
- نشانگان مارفان
- سندرم کیوتی
- اپیدرمولیز بولوزا
- اسکلروز جانبی آمیوتروفیک
- سندرم مرد سنگی